# فرودگاه سام ریگگس
فرودگاه سام ریگگس (به انگلیسی: Sam Riggs Airpark) یک فرودگاه همگانی است که یک باند فرود چمن دارد و طول باند آن ۸۴۱ متر است. این فرودگاه در کشور ایالات متحده آمریکا قرار دارد و در ارتفاع ۱۷۷ متری از سطح دریا واقع شده است.